# Ustaški sabirni logori
Obrzo nakon osnivanja Nezavisne Države Hrvatske, doneseni su rasni zakoni i osnovani koncentracijski logori. Kratak je bio put od Zakonske odredbe za obranu naroda i države preko Zakonske odredbe o zaštiti arijske krvi i časti hrvatskog naroda, Zakonske odredbe o zabrani ćirilice do Zakonske odredbe o upućivanju nepoćudnih i pogibeljnih osoba na prisilni boravak u sabirne i radne logore: u tim su logorima za NDH stradali desetci tisuća Roma, Židova, Srba i Hrvata. Razočaranje hrvatskoga naroda ustaškom vlašću uslijedilo je gotovo neposredno s počecima progona, proglašavanjem rasnih zakona i otvaranjem logora za “nepoćudne i pogibeljne osobe”. U tim je progonima samo u logorima život izgubilo, kako neka istraživanja provedena nakon Drugog svjetskog rata pokazuju, više od 100 tisuća muškaraca, žena i djece.
Prema jugoslavenskom popisu iz 1964. godine, ukupno je s područja čitave SFR Jugoslavije u logorima izgubilo živote 134.464 osobe, od čega je 89.851 osoba izgubilo život u logorima na području kasnije SFRJ, a preostalih 44.613 je osoba izgubilo živote u logorima u Njemačkoj i u drugim europskim zemljama. Prema tako prikupljenim podatcima za logore NDH, najviše je žrtava bilo u Jasenovcu – 49.874 i Staroj Gradiški – 9.587 (podatci se ne odnose samo na žrtve s područja SR Hrvatske, nego za sve pobijene u tim logorima, s područja čitave NDH).  Usprkos takvom rezultatu službeno provedenog popisa - koji je iz propagandnih razloga bio stavljen pod embargo, i nije bio dostupan čak ni znanstvenicima - jugoslavenska Vojna enciklopedija iz 1967. i Enciklopedija Jugoslavije iz 1971. donose navode o oko 600 tisuća žrtava logora Jasenovac i oko 75 tisuća žrtava logora Stara Gradiška.

## Povijest
Kada su sile Osovine u travnju 1941. osvojile Kraljevinu Jugoslaviju, njemačke, talijanske i ustaške vlasti osnovale su na području NDH brojne sabirne logore. 
Osnivanjem prvih sabirnih logora u NDH rukovodio je Eugen Kvaternik, a u izboru mjesta za logore, kao i u davanju sugestija po pitanju njihove organizacije, sudjelovali su i organi Gestapoa, u prvom redu SS pukovnik Hans Helm. Od ustaških rukovodilaca u organiziranju koncentracionih logora sudjelovali su Andrija Artuković, Mijo Babić, Vjekoslav Luburić i dr.
Najveći njemački sabirni logor bio je Sajmište (njem. Judenlager Semlin) u Zemunu (1941. – 1944.), pod upravom Gestapoa, te sa stražarima i opskrbom koje su davale institucije susjedne Nedićeve Srbije - iz koje je i dolazio veliki dio zatvorenika. Procjenjuje se da je u logoru od 90.000 zatočenika, od reda Židova i Roma, stradalo njih oko 40.000. 
Kroz više od 20 talijanskih sabirnih logora prošlo je oko 35.000 ljudi (Hrvata iz talijanske okupacijske zone, Slovenaca i Židova). Za Židove su od studenoga 1942. ustanovljene slobodne konfinacije (confinazione libera): na sjeveru najveći je logor bio u Kraljevici, a na jugu najviše je Židova bilo konfinirano na otoku Korčuli (u gradu Korčuli i u Veloj Luci). U literaturi se ta mjesta često spominju pod imenom logora, ali je između logora i uvjeta u konfinaciji razlika bila velika. Često se radilo o smještaju u napuštenim hotelima, gdje su talijanski vojnici samo nadzirali da se zgrade po noći ne napuštaju i da se danju ne prelazi u druge dijelove naselja. Manji logori nalazili su se na Braču (Sumartin, Postira, Milna, Nerežišća), u gradu Hvaru, te u okolici Dubrovnika – u Gružu, u Kuparima (u kompleksu hotela Kupari) i na Lopudu. Najveći je talijanski logor bio Kampor na Rabu (stradalo - uglavnom od gladi i bolesti - do 4.600 ljudi, pretežito Slovenaca).
Pod ustaškom upravom bio je također otvoren niz sabirnih logora; isprva su to bili sabirni logori - najveći je na početku bio Danica kraj Koprivnice (travanj 1941 – rujan 1942). Logor Đakovo (1941. – 1942.) bio je sabirni logor, uglavnom za židovske žene i djecu; nakon epidemije tifusa, velika većina zatočenika otposlana je u Jasenovac. Veći sabirni logor bio je Gospić (lipanj – kolovoz 1941.), iz kojega su zatočenici (pretežito Srbi, nekoliko tisuća Židova i manjina Hrvati) slani u Jadovno i druge logore na Velebitu te u dva logora na Pagu (Metajna i Slana) koji su za kratka trajanja postali logori smrti u kojima je stradalo više tisuća zatočenika. U sabirnom logoru Lepoglava (kaznionica do 1943., potom sabirni logor) od svibnja 1944. stradalo je oko 1000 logoraša. Prema ukupnomu broju zatočenika i broju stradalih najveći sabirni logor bio je Sabirni logor Jasenovac (1941. – 1945.). Njegovi prvi zatočenici dopremani su u logore Krapje (Jasenovac I) i Bročice (Jasenovac II) (kolovoz–studeni 1941.), zatim su preseljeni u sabirni logor na Ciglani (Jasenovac III). U selu Jasenovac u siječnju 1942. osnovan je radni logor Kožara (Jasenovac IV), od veljače 1942. i kaznionica u Staroj Gradiški (Jasenovac V) djelovala je kao dio jasenovačkog logorskog kompleksa. U svibnju 1942. osnovan je u Uštici tzv. Ciganski logor za Rome. Jasenovac je istodobno bio logor smrti i radni logor (zatočenici su, među ostalim, radili u kožari, ciglani i proizvodnji lanaca, odlazili na rad na poljoprivredna dobra Mlaka, Potkozarje i dr.). Procjenjuje se da je u njemu stradalo između 70.000 i 100.000 zatočenika (Vladimir Žerjavić došao je demografskim procjenama do broja od 83.000 ljudi, od toga između 45.000 i 52.000 Srba, 12.000 Hrvata i Muslimana, 13.000 Židova i 10.000 Roma).

## Popis
Slijedi popis koncentracijskih logora koje su vodili ustaše u NDH od 1941. do 1945., tijekom Drugog svjetskog rata:
- Danica kraj Koprivnice
- logor Đakovo
- logor Gospić
  - u samom Gospiću
  - logor Jadovno
- logor Jasenovac I-IV
  - Koncentracijski logor Stara Gradiška (Jasenovac V)
- koncentracijski logor Jastrebarsko
- logor Kerestinec
- Koncentracijski logor u Krušćici kraj Viteza
- logor Lepoglava
- logor Loborgrad u Zagorju
- Logor Slana na Pagu
- logor Tenja kraj Osijeka
- logor Sajmište u Zemunu kraj Beograda, u to vrijeme dio NDH.

Broj preminulih i ubijenih zatočenika
- Jasenovac (bez logora Stara Gradiška i Jadovno): prema popisu iz 1964. godine, 49.602,[6] cjelokupni sustav logora 83.145,[7]
- Gospić - Jadovno - Pag: razne procjene sačinjene pomoću nepouzdanih metoda iznose brojeve od približno 15.000 do preko 70.000 žrtava;[8] službeni popis jugoslavenskih vlasti iz 1964. godine evidentirao je ondje 1.794 žrtve,[9]
- Stara Gradiška: 2.560 ekshumiranih žrtava, prema jugoslavenskom popisu iz 1964. godine, 9.630 žrtava,[6]
- Lepoglava, oko 1.000 žrtava

## Demografska istraživanja
Hrvatski demograf dr. Vladimir Žerjavić iznosi 1995. godine procjenu o 322.000 ukupnih srpskih žrtava s područja NDH, u čemu 82 tisuća pripadnika partizanskih i 23 tisuće pripadnika četničkih postrojbi, 25 tisuća umrlih od tifusa, 20 tisuća civila stradalih u njemačkom logoru Sajmište kod Zemuna i daljnjih 45 tisuća civila pobijenih od Nijemaca na drugim mjestima, 15 tisuća civila pobijenih od Talijana, 34 tisuće civila stradalih u borbama ustaša, četnika i partizana, 50 tisuća pobijenih u sustavu logora Jasenovac, te 28 tisuća pobijenih na raznim drugim mjestima.
Stradao je - bilo u koncentracijskim logorima u samoj NDH, bilo u njemačkim koncentracijskim logorima drugdje u Europi - i pretežni dio Židova i Roma koji su živjeli na području NDH: smatra se da je u Holokaustu u NDH
O sustavu ustaških koncentracijskih logora, daje Žerjavić procjenu o ukupno 83.000 pobijenih, od toga između 45 i 52 tisuće Srba, 12 tisuća Hrvata i Muslimana, 13 tisuća Židova i 10 tisuća Roma.
U svojem istraživanju je srpski demograf dr. Bogoljub Kočović došao do sličnih rezultata, kao i Vladimir Žerjavić.